# Karnaubavax

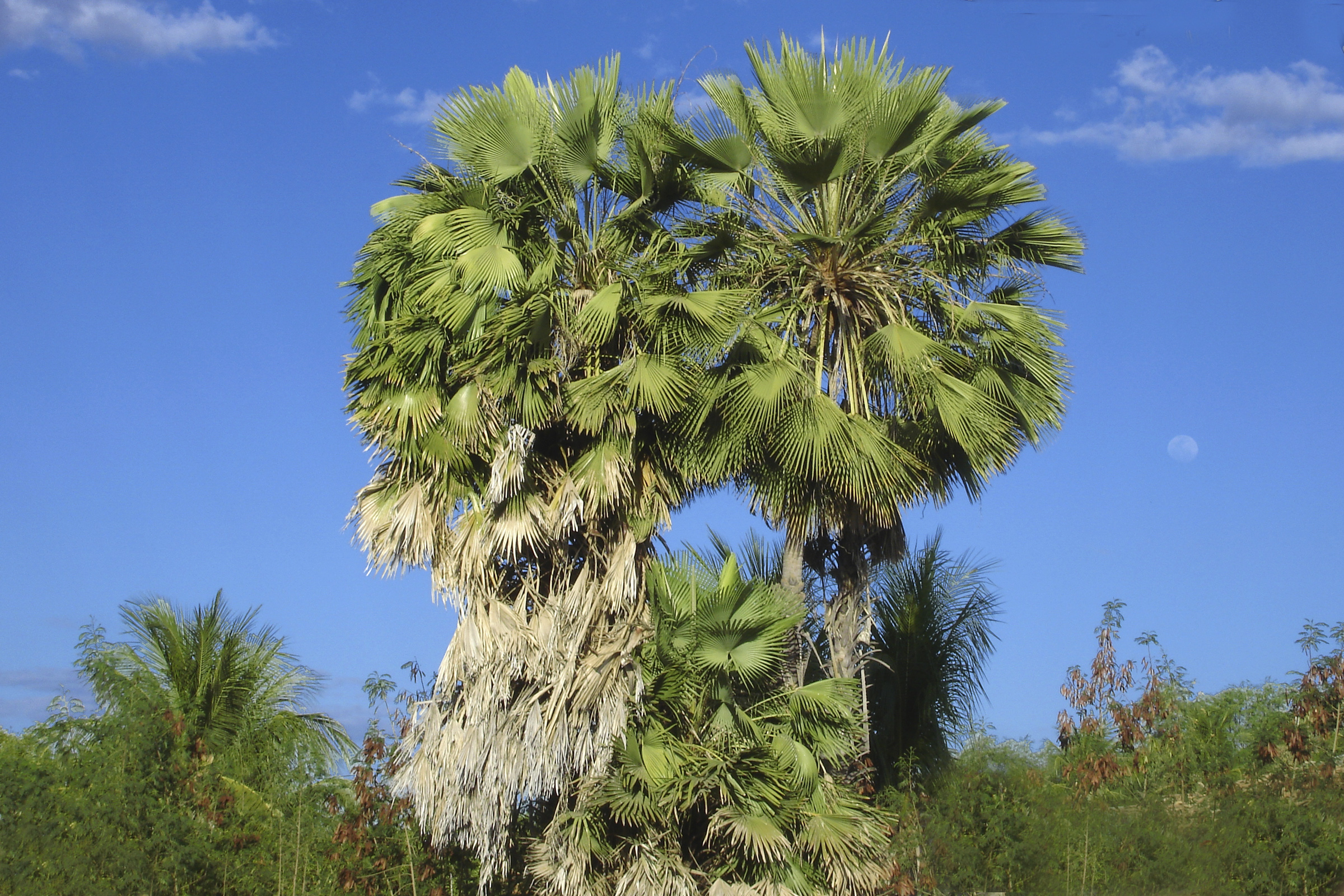
Karnaubapalmen

Karnaubavax är ett ytbehandlingsmedel. Det kommer från vaxpalmens (Copernicia cerifera) blad. Karnubavax har E-numret E 903.
Karnaubavaxet utvinns från bladen som skärs av, torkas och kokas ur i vatten. Vaxet renas och har en gröngul färg. Vaxet har länge använts till glansvax för läder, så kallad skomakarevax. Det är det hårdaste och starkaste vegetabiliska vaxet och bibehåller länge sin glans. Det är mycket vattenavvisande och det härsknar inte. Vaxet täpper inte till porerna i skinnet utan skinnet bibehåller sin ”andningsegenskap”.

## Egenskaper
Rent vax innehåller cerotin- och carnaubasyra, vilka dels kan förekomma fria, dels förenade med myricyl- och cerylalkohol. På grund av sin höga smältpunkt 83 - 86°C lämpar sig vaxet väl för framställning av olika former av ytskyddsmedel.
Karnaubavax är helt ogiftigt och är godkänt som Bra Miljöval. Karnaubavax används till bland annat till bilvax, möbelpolish, hud- och hårvårdsprodukter och till ytbehandlingsmedel till frukt, godis och läkemedel.

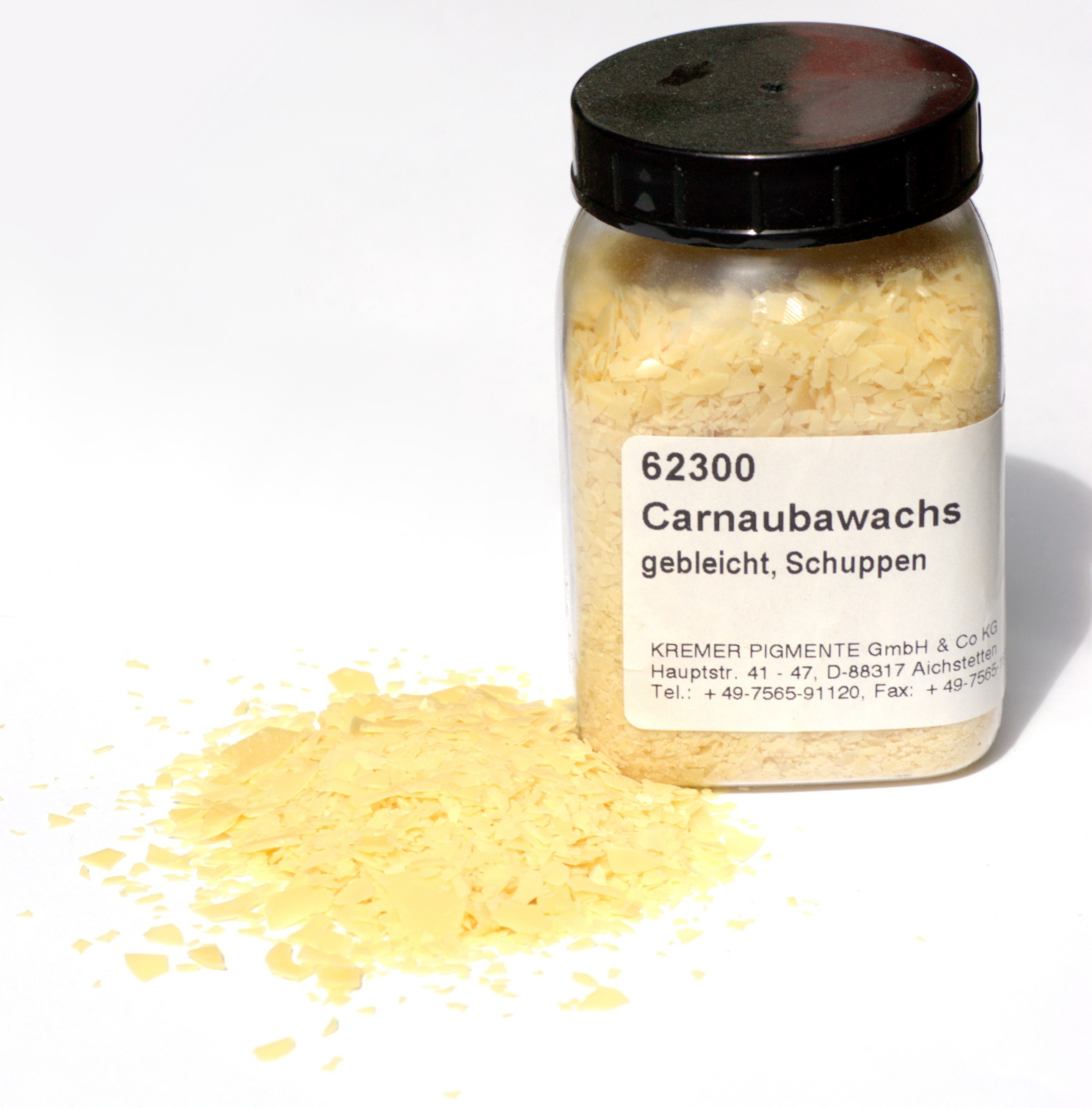
Karnaubavax
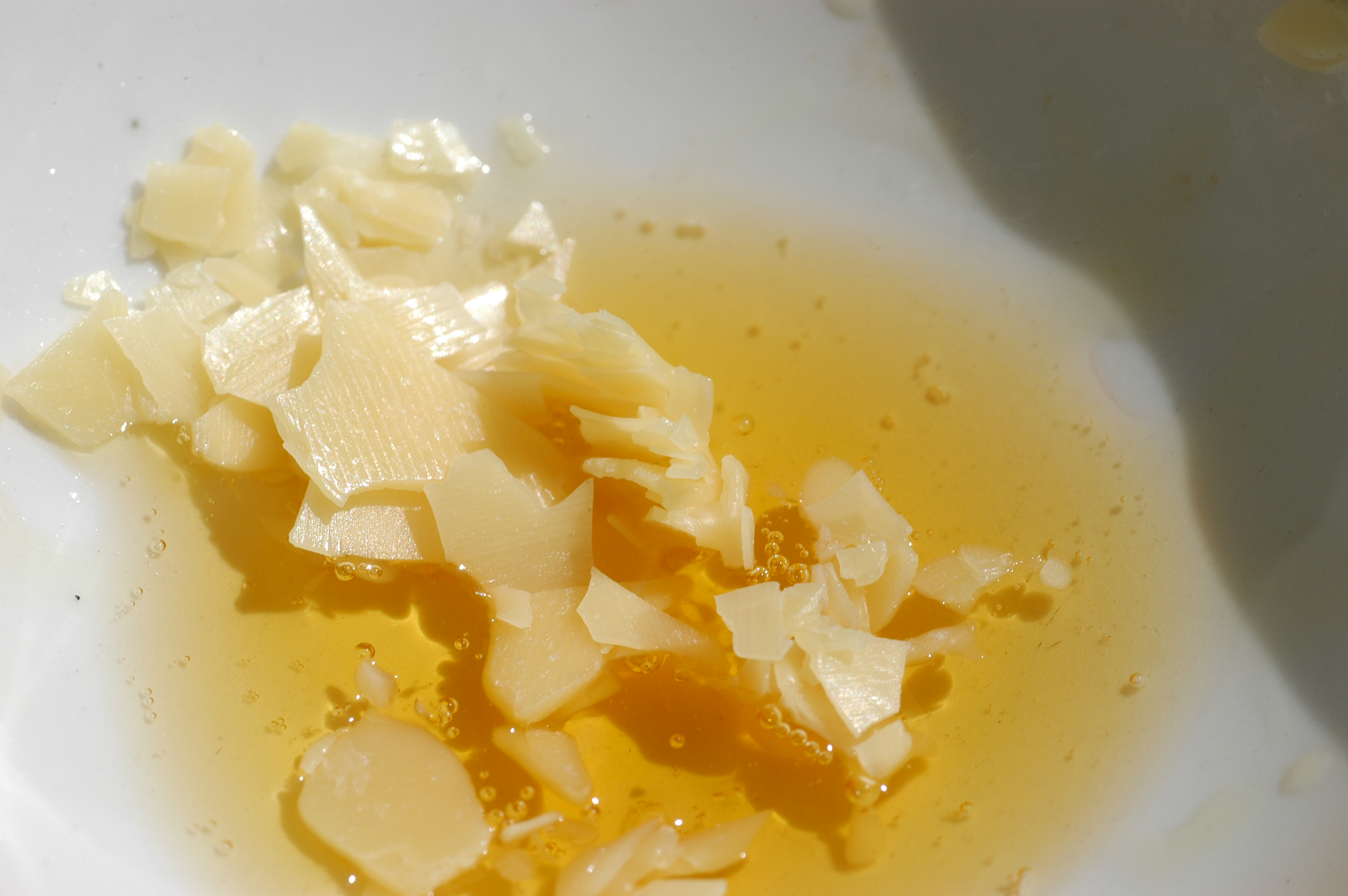
Karnaubavax